# Solet annuere (Onorio III)
Solet annuere (in italiano Suole approvare) è una bolla pontificia emanata da papa Onorio III il 29 novembre 1223.

## Contenuto
Nel documento il papa approva la regola francescana dell'Ordine dei Frati Minori la quale è suddivisa in 12 capitoli con la conferma: 
I Nel Nome del Signore incomincia la vita dei Frati Minori
II Di coloro che vogliono intraprendere questa vita e come devono essere ricevuti
III Del divino ufficio e del digiuno e come i frati debbono andare per il mondo
IV Che i frati non ricevano denari
V Del modo di lavorare
VI Che i frati di niente si approprino e del chiedere l'elemosina e dei frati infermi
VII Della penitenza da imporsi ai frati che peccano
VIII Della elezione del Ministro generale di questa fraternità e del Capitolo di Pentecoste
IX Dei predicatori
X Dell'ammonizione e della correzione dei frati
XI Che i frati non entrino nei monasteri delle monache
XII Di coloro che vanno tra i saraceni e tra gli altri infedeli
Conferma della Regola